# Lista de órgãos estatísticos nacionais e internacionais

## Órgão nacionais deestatística
- Alemanha: Statistisches Bundesamt
- Austrália: Australian Bureau of Statistics
- Azerbaijão: Comitê Estadual de Estatística da República do Azerbaijão
- Bélgica: Statistics Belgium
- Brasil: Fundação Instituto Brasileiro de Geografia e Estatística (IBGE)
- Canadá: Statistics Canada, Statistique Canada
- Colômbia: Departamento Administrativo Nacional de Estadistica (DANE)
- Espanha: Instituto Nacional de Estadística (INE)
- Estados Unidos: FedStats
- França: Institut National de la Statistique et des Études Économiques (INSEE)
- Grécia: National Statistical Service of Greece
- Holanda: Centraal Bureau Statistiek
- Índia: Indian Statistical Institute
- Itália: Istituto Nazionale di Statistica (ISTAT)
- Irlanda: Central Statistics Office of Ireland
- Nova Zelândia: Statistics New Zealand
- Polónia: Główny Urząd Statystyczny (GUS)
- Portugal: Instituto Nacional de Estatistica (INE)
- Reino Unido: Office for National Statistics (ONS)
- Suíça: Swiss Federal Statistical Office

## Órgãos internacionais de estatística
- Eurostat
- Divisão de Estatística da ONU -
- Instituto de Estatística da UNESCO -
- Divisão de Estatística da OCDE -
- PARIS21
- International Association for Official Statistics (IAOS) , uma seção da ISI
- Worldwide statistical sources